# How to Win at Checkers (Every Time)
Pour plus de détails, voir Fiche technique et Distribution.
How to Win at Checkers (Every Time) (thai : พี่ชาย My Hero) est un film dramatique coproduit par la Thaïlande, les États-Unis et l'Indonésie, écrit et réalisé par Josh Kim et sorti en 2015.
Le film a été projeté en première mondiale dans la section « Panorama » du 65e festival international du film de Berlin et est sélectionné comme entrée thaïlandaise pour l'Oscar du meilleur film en langue étrangère à la 88e cérémonie des Oscars qui a lieu en 2016.  
Le scénario du film se base sur deux nouvelles du recueil de sept nouvelles Café lovely de Rattawut Lapcharoensap, (les nouvelles Café lovely et La Loterie).  
On y apprend qu'en Thaïlande l'armée organise régulièrement des loteries pour deux ans de service militaire obligatoire : Noir : Tu rentres à la maison; Rouge : Tu en prends pour deux ans ; Non exemptés : Les soutiens de familles ; Exemptés : les gros, les lady-boys et... ceux qui ont les moyens d'acheter le noir,.

## Synopsis
Après la mort de ses deux parents, le jeune Oat, 11 ans, se retrouve seul avec son grand frère Ek. Mais, un jour, le tirage au sort de la loterie du service militaire thaïlandais vient tout bouleverser...

## Fiche technique
- Titre original : พี่ชาย My Hero, Pi Chai My Hero
- Titre anglais : How to Win at Checkers (Every Time)
- Réalisateur : Josh Kim (จอช คิม)
- Scénariste : Josh Kim d'après deux nouvelles de Rattawut Lapcharoensap (รัฐวุฒิ ลาภเจริญทรัพย์)
- Pays :  Thaïlande,  États-Unis,  Indonésie
- Langue : thaï
- Genre : Drame, romance
- Durée : 80 minutes
- Date de sortie : 16 juillet 2015[12] en Thaïlande

## Distribution
- Toni Rakkaen (โทนี่ รากแก่น) : Oat adulte
- Ingkarat Damrongsakkul (อิงครัต ดำรงค์ศักดิ์กุล) : Oat enfant à 11 ans
- Thira Chutikul (ถิร ชุติกุล) : Ek
- Arthur Navarat (อาร์เธอร์ จิณณะ นวรัตน์) : Jai
- Natarat Lakha (ณัฐรัฐ เลขา) : Kitty
- Kowit Wattanakul (โกวิท วัฒนกุล) : Sia
- Nuntita Khampiranon (นันทิตา ฆัมภิรานนท์) : Chanteuse
- Michael Shaowanasai (ไมเคิล เชาวนาศัย) : Client
- Anawat Patanawanichkul (อนวัช พัฒนวณิชกุล) : Le petit
- Vatanya Thamdee (ทันยา แต้มดี) : Tante